# II. Theodórosz moreai despota
II. Theodórosz (1394/9 – Szelümbria, 1448. június 26.), franciául: Théodore II Paléologue, olaszul: Teodoro II Paleologo Despota della Morea, görögül: Θεόδωρος Β΄ Παλαιολόγος, latinul: Theodorus II Palaeologus. Morea despotája. II. János ciprusi király apósa, I. Sarolta ciprusi királynő anyai nagyapja és Palaiologina Ilona bizánci császári hercegnő apja. V. István magyar király 7. (generációs) leszármazottja. A Palaiologosz-ház tagja volt.

## Élete

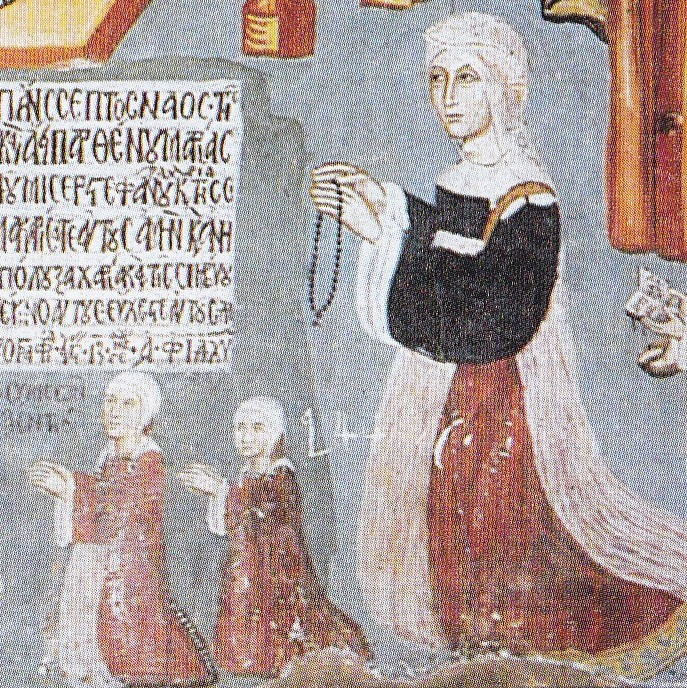
A lánya, Palaiologina Ilona királyné a két lányával, I. Sarolta ciprusi királynővel és a húgával, Kleofa hercegnővel

Az utolsó bizánci császárnak, XI. Konstantinnak volt a bátyja, aki csak pár hónappal „maradt le” arról, hogy bizánci császár lehessen, mert a bátyja, VIII. János négy hónappal túlélte.
Felesége Malatesta Kleofa (1500 körül–1433), Pesaro úrnője.
Lányuk, Palaiologina Ilona, aki II. János ciprusi királyhoz ment feleségül, és az ortodox őslakosság, a ciprióták körében rendkívül nagy népszerűségnek örvendett ez a házasság, amelyből még az ő életében megszületett az unokája I. Sarolta ciprusi királynő.
A Konstantinápoly 1453-as elfoglalásakor sok görög menekültet fogadott be a Ciprusi Királyság és a ciprusi udvar. Sarolta anyanyelve a görög volt. Alacsony termetű és fekete hajú volt, és anyja révén kinézetre keleties vonásokkal rendelkezett.
Miután lánya házasságából csak két lány született, így az idősebb lányt, Saroltát jelölték a ciprusi trónra.

## Gyermeke
- Feleségétől, Malatesta Kleofa (Kleopátra) (1400 körül–1433) pesarói úrnőtől, 1 leány:
  - Ilona (1428–1458) bizánci császári hercegnő, férje II. János (1418–1458) ciprusi király, 2 leány:
    - I. (Lusignan) Sarolta (1442–1487) ciprusi királynő, első férje Portugáliai János (1431–1457) coimbrai herceg, Avisi Péter portugál régens fiaként I. János portugál király unokája, nem születtek gyermekei, második férje Savoyai Lajos (1436–1482) iure uxoris ciprusi király, Genf grófja, 1 fiú:
      - (Második házasságából) Hugó (Henrik) (Rodosz, 1464 – Rodosz, 1464. július 4. előtt) ciprusi királyi herceg és trónörökös

  - Lusignan Kleofa (Kleopátra) (1444–1448) ciprusi királyi hercegnő